# 阿兰娜·博伊德

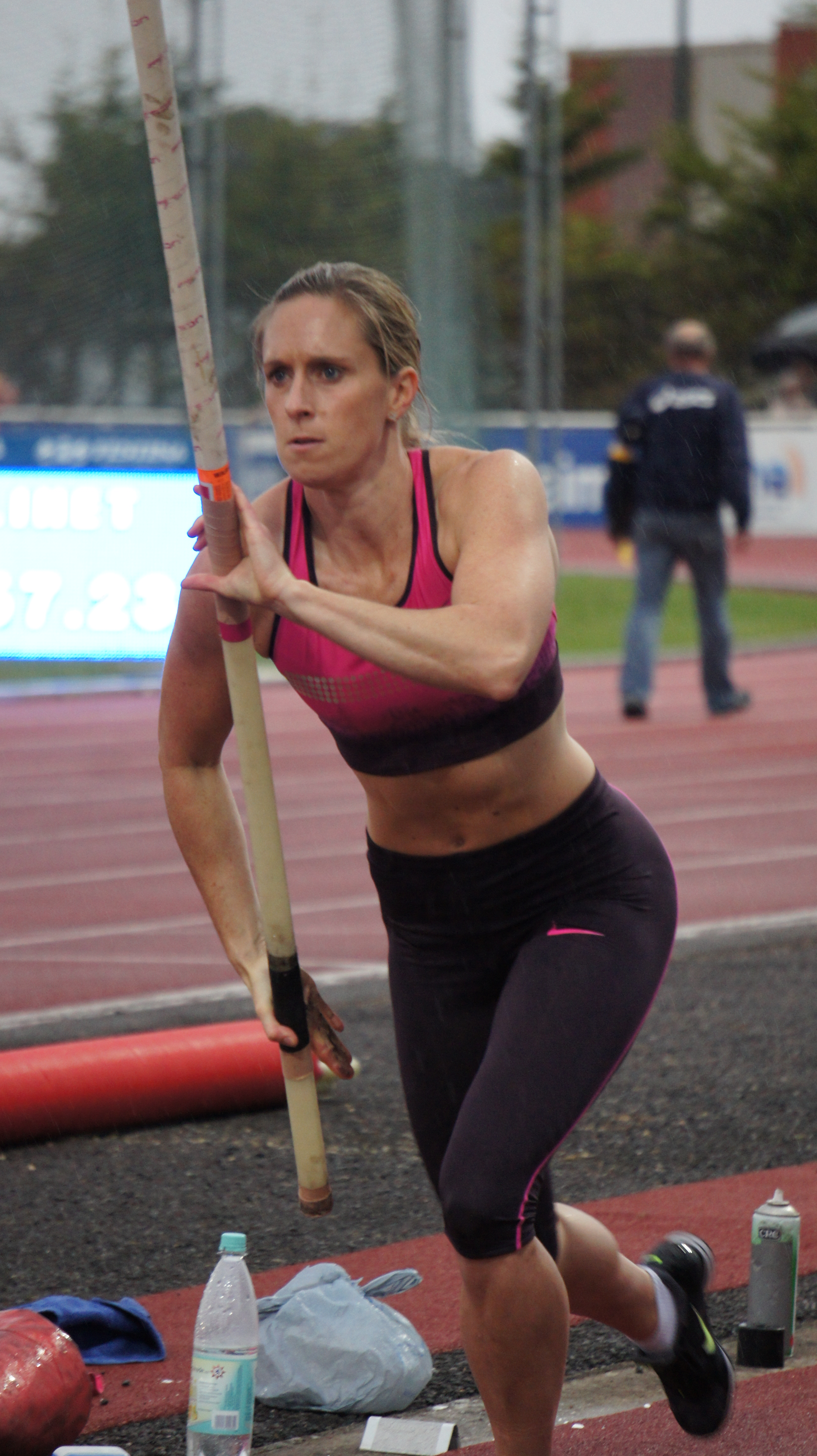
阿兰娜·博伊德

阿兰娜·博伊德（英語：Alana Boyd，1984年5月10日—），澳大利亚女子田径运动员。她曾代表澳大利亚参加2010年和2014年英联邦运动会田径比赛，获得二枚金牌。她也曾参加2008年、2012年和2016年夏季奥运会。